# Abraxas miranda
Abraxas miranda är en fjärilsart som beskrevs av Butler 1878. Abraxas miranda ingår i släktet Abraxas och familjen mätare. Inga underarter finns listade i Catalogue of Life.